# Coscinia pallida
Coscinia pallida là một loài bướm đêm thuộc phân họ Arctiinae, họ Erebidae.